# Billboard Top Latin Albums
A Top Latin Albums (jelentése angolul: ’Legjobb latin albumok’) az amerikai Billboard zenei magazin hetente frissülő albumlistája, amely a legjelentősebb spanyol nyelvű nagylemezek eladási statisztikáján alapszik az Egyesült Államok zenei piacán. Az adatokat a Nielsen SoundScan rendszer alapján állítják össze az USA-beli zenei terjesztői piacon részt vevő kereskedők több mint 90%-ának figyelembevételével. A minta nemcsak a zeneboltok és a bevásárlóközpontok zenerészlegének eladási adatait tartalmazza, hanem közvetlenül a fogyasztóhoz történő eljuttatást, valamint az internetes rendeléseket is, beleértve a díj ellenében történő elektronikus letöltéseket. Korlátozott mértékben figyelembe veszik az ellenőrizhető forrásokból származó koncerthelyeken történő eladásokat is.
E lista bevezetése előtt minden latin zenei album Latin Pop Albums listán szerepelt, amely 1985. június 29-én indult, és máig működik a Regional Mexican Albums listával együtt. A Latin Pop Albums lista azonban csak a popzene, míg Regional Mexican Albums a különböző mexikói népzenei műfajok – duranguense, norteño, banda, ranchera stb. – lemezeit szerepelteti.
Az első listavezető a kubai énekesnő, Gloria Estefan Mi tierra című albuma volt 1993. július 10-én, amely máig tartja a rekordot azzal, hogy összesítve 58 hétig szerepelt a lista élén. A legtöbb listavezető album rekordját a mexikói énekes-dalszerző Marco Antonio Solís tudhatja magáénak, akinek 9 albuma szerepelt az első helyen; őt követi a Los Temerarios együttes nyolccal. A női sztárok közül a texasi Selena a rekorder, akinek 6 albuma szerepelt a lista élén.

## Listarekordok

### Művészek a legtöbb listavezető albummal
| - Marco Antonio Solís (9) - Luis Miguel (8) - Los Temerarios (8) - Selena (6) - Enrique Iglesias (6) - Los Tigres del Norte (6) - Marc Anthony (6) |  | - Maná (5) - Intocable (5) - Ricky Martin (4) - Shakira (4) - Conjunto Primavera (4) - Grupo Móntez de Durango (4) - Daddy Yankee (4) |

### A lista élén legtöbb időt töltött albumok
| - 58 hét – Mi tierra – Gloria Estefan - 47 hét – Dreaming of You – Selena - 29 hét – Segundo romance – Luis Miguel - 26 hét – Vuelve – Ricky Martin - 24 hét – Barrio Fino – Daddy Yankee - 23 hét – Amor prohibido – Selena - 19 hét – Mi reflejo – Christina Aguilera - 17 hét – Fijación Oral Vol. 1 – Shakira - 15 hét – Vivir – Enrique Iglesias - 14 hét – Libre – Marc Anthony - 14 hét – Barrio fino en directo – Daddy Yankee |  | - 13 hét – Desde un principio: From the Beginning – Marc Anthony - 12 hét – Me estoy enamorando – Alejandro Fernández - 12 hét – Son by Four – Son By Four - 11 hét – King of Kings – Don Omar - 11 hét – ¿Dónde están los ladrones? – Shakira - 11 hét – Romances – Luis Miguel - 10 hét – Las Ketchup – Las Ketchup - 10 hét – Bailamos Greatest Hits – Enrique Iglesias - 10 hét – Tango – Julio Iglesias - 10 hét – Enrique Iglesias – Enrique Iglesias |

## Fordítás
- Ez a szócikk részben vagy egészben a Billboard Top Latin Albums című angol Wikipédia-szócikk fordításán alapul.  Az eredeti cikk szerkesztőit annak laptörténete sorolja fel. Ez a jelzés csupán a megfogalmazás eredetét és a szerzői jogokat jelzi, nem szolgál a cikkben szereplő információk forrásmegjelöléseként.